# Obafemi Awolowo
Jeremiah Obafemi Oyeniyi Awolowo je bil Nigerijski politik, nacionalist, pisatelj * rojen 6. marec 1909 Ikenne, Remo, Južna Nigerija. † 9. maj 1987 Ikenne, zvezna država Ogun, Nigerija. Obafemi je igral zelo pomembno vlogo v Nigerijski vojni za neodvisnost. Poznan je po svojih naprednjaških pogledih na blaginjo ljudstva. V svoji mladosti je bil zelo aktiven tudi kot novinar. Napisal je številne knjige. Ustanovil je nacionalistično društvo Egbe Omo Oduduwa.

## Življenje
Obafemi Awolowo je bil rojen v takratnem angleškem protektoratu Južna Nigerija na območju današnje Nigerijske zvezne države Ogun. Rodil se je v kmečko družino očetu Davidu Sopoluju Awolowoju in materi Maryji Efunyelaji Awolowo. Obafemijev oče je bil sin poglavarja ene iz med vodilnih skupin znotraj združenja Osugbo, ki je takrat vladala Ikennam. Njegov oče je bil med prvimi Ikennskimi domorodci, ki so se spreobrnili v krščanstvo, kar je bilo v nasprotju s tradicionalno veroizpovedjo njegove družine. Oče David je umrl leta 1920, ko je bil Obafemi star približno 11 let. Osnovno izobrazbo je Obafemi pridobil v različnih cerkvenih šolah, vendar pa je bilo njegovo zgodnje izobraževanje za nekaj časa prekinjeno, zaradi smrti očeta, kar je pomenilo izgubo finančne podpore, tako je to vlogo moral prevzeti Obafemi. Obiskoval je Wesley College, kjer je leta 1932 pričel delat tudi kot uradnik. Prav tako je bil v tem obdobju začel svoj trgovski posel. Poleg tega je bil dopisnik za časopis »The Nigerian Times«. V Abeokuti postane učitelj, za tem pa se izuči tudi za stenografa. Da bi si lahko privoščil potovanje v Združeno kraljestvo za dodatno izobraževanje, se loti številnih poslovnih podvigov med drugim je bil tudi voznik taksija. Leta 1927 se vpiše na Londonsko Univerzo kjer diplomira kot trgovec. Leta 1937 se Obafemi poroči s Hannaho Idowu Dideolu Adelana. Imela sta dva sinova in tri hčere. Bil je tudi zelo aktiven v eni iz med prvih nigerijskih nacionalističnih organizacij imenovani NYM (Nigerian Youth movement) in organiziral številne proteste. Na Londonski univerzi je ponovno študiral leta 1944, tokrat je diplomiral iz prava. Honorable soceity of the inner temple je 19. novembra 1946 Obafemija sprejel v odvetniško zbornico. V letu 1947 se je vrnil v Nigerijo, kjer je nekaj časa deloval kot odvetnik. Leta 1949 pa je ustanovil nov nigerijski časopis Nigerian Tribune, ki ga je uporabljal za širjenje nacionalističnih nazorov med Nigerijci.

## Politika
Obafemi Awolowo je leta 1944 odšel v London, kjer je študiral pravo, in tam ustanovil društvo Egbe Omo Oduduwa, da bi spodbujal kulturo in enotnost Jorubov, ene od treh največjih etničnih skupin v kolonialni Nigeriji, ter jim zagotovil varno prihodnost. V tem obdobju je Awolowo napisal tudi vplivno knjigo Pot do nigerijske svobode, v kateri je utemeljeval potrebo po federalni obliki vlade v neodvisni Nigeriji, da bi zaščitil interese vseh etničnih narodnosti in regij ter ustvaril trajno podlago za nigerijsko enotnost. Pozval je tudi k hitremu napredku na poti k samoupravi.
Awolowo je bil najpomembnejši nigerijski federalist. V svoji Poti do nigerijske svobode (1947)(Path to Nigerian freedom) - prvem sistematičnem federalističnem manifestu nigerijskega politika - je zagovarjal federalizem kot edino podlago za pravično nacionalno integracijo in kot vodja akcijske skupine vodil zahteve za federalno ustavo, ki je bila uvedena v Lyttletonovi ustavi iz leta 1954, predvsem po modelu, ki ga je predlagala delegacija zahodne regije pod njegovim vodstvom. Leta 1950 je ustanovil politično stranko. Kot premier se je izkazal in je veljal za človeka vizije in dinamičnega administratorja. Awolowo je bil tudi vodilni socialdemokratski politik v državi. Podpiral je omejeno javno lastništvo in omejeno centralno načrtovanje v vladi. Menil je, da bi morala država usmerjati nigerijske vire v izobraževanje in infrastrukturni razvoj pod vodstvom države. Samuel Akintola ga je nasledil. Sporno in z velikimi stroški je uvedel brezplačno osnovnošolsko izobraževanje za vse in brezplačno zdravstveno oskrbo za otroke v zahodni regiji, leta 1959 ustanovil prvo televizijo v Afriki in skupino Oduduwa, vse to pa je financiral iz zelo donosne industrije kakava, ki je bila temelj regionalnega gospodarstva.
Na predvečer neodvisnosti je kot vodja opozicije v zveznem parlamentu vodil Akcijsko skupino, Samuela Ladokeja Akintola pa je pustil na položaju premiera Zahodne regije. Nesoglasja med Awolowom in Akintolo glede vodenja Zahodne regije so slednjega pripeljala do zavezništva z zvezno vlado NPC pod vodstvom Tafave Balewe. 31 Ustavna kriza je pripeljala do razglasitve izrednih razmer v Zahodni regiji, kar je na koncu povzročilo vsesplošen zlom javnega reda in miru.
Awolowo in njegova stranka sta se zaradi izključitve iz državne vlade znašla v vse bolj negotovem položaju. Akintola je zaradi izključitve iz oblasti razjezil svoje privržence in pod njegovim vodstvom ustanovil Nigerijsko nacionalno demokratično stranko (NNDP). Zvezna vlada je pred tem suspendirala izvoljeno Zahodno regionalno skupščino, nato pa jo je po manevrih, ki so Akintolovo NNDP pripeljali na oblast brez volitev, ponovno vzpostavila. Kmalu zatem so Awolowa in več njegovih učencev aretirali, obtožili, obsodili in zaprli zaradi zarote z ganskimi oblastmi pod vodstvom Balewe, da bi strmoglavili zvezno vlado. Leta 1979 in 1983 se je pod okriljem Stranke enotnosti potegoval za predsedniški položaj, vendar je zaradi skorumpiranih volitev izgubil proti Nacionalni stranki Shehu Shagari Legacy s sedežem na severu. Njegova priljubljenost je ostala prisotna v območjih Arube.
Leta 1992 je bila ustanovljena fundacija Obafemi Awolowo kot neodvisna, neprofitna in nestrankarska organizacija, ki si prizadeva spodbujati simbiozo med javno politiko in ustreznimi znanostmi z namenom spodbujanja splošnega razvoja nigerijskega naroda. Ustanovil jo je takratni nigerijski predsednik, general Ibrahim Babangida, na stadionu Liberty v Ibadanu. Vendar pa so njegovi najpomembnejši zapisi (poimenovani awoizem) njegova zgledna integriteta, dobrohotnost, prispevek k pospeševanju procesa dekolonizacije ter dosledno in utemeljeno zagovarjanje federalizma, ki temelji na etnično-jezikovni samoodločbi in združuje politično močne države, kot najboljše podlage za enotnost Nigerije. Awolowo je 9. maja 1987 v starosti 78 let mirno umrl na svojem domu v Ikennah, in bil pokopan v Ikennah, kjer so se mu poklonili vsi politični in etnično-verski pripadniki.
Obafemi Awolowo je verjel, da mora nigerijska vlada vlagati v razvoj izobrazbe in državno-vodene infrastrukture. Zaradi njegove levičarske naklonjenosti, je bil nepriljubljen med večinskim delom prebivalstva – Muslimani in sever države. Obafemi se je nagibal k avtonomiji glede na etnično-jezikovno delitev.

## Dela
- Path to Nigerian freedom (1947)

- Awo - Autobiography of Chief Obafemi Awolowo (1960)

- Anglo-Nigerian Military Pact Agreement (1960)

- Philosophy of Independent Nigeria (1961)

- Thoughts on the Nigerian constitution (1967)

- Blueprint for Post-War Reconstruction (1967)

- My early life (1968)

- The Path to Economic Freedom in Developing Country (1968)

- The people's republic (1968)

- The Strategy and Tactics of the People's Republic of Nigeria (1970)

- Socialism in the service of New Nigeria (1970)

- The Problems of Africa – The Need for Ideological Appraisal

- Memorable Quotes from Awo (1977)

- Selected speeches of Chief Obafemi Awolowo (1978)

- Path to Nigerian Greatness (1981)

- Selected speeches of Chief Obafemi Awolowo (1981)

- Adventures in Power – Book 1 – My March Through Prison (1985)

- [Adventures in Power – Book 2 – Travails of Democracy (1985)